# Steintorbrücke (Brandenburg)
Die Steintorbrücke ist eine Brücke über den Brandenburger Stadtkanal im Stadtgebiet der kreisfreien Stadt Brandenburg an der Havel.

## Geschichte
Bereits am Ende des 13. Jahrhunderts wird urkundlich eine Brücke vor dem Steintor der Brandenburger Neustadt erwähnt. Die erste Brücke im Verlauf der alten Heerstraße Brandenburg–Magdeburg war eine hölzerne Zugbrücke. Sie führte über den Stadtbefestigungsgraben. Jahrhundertelang nutzte der Hauptschifffahrtsweg den Stadtkanal, und so wurde die einfache Zugbrücke später durch eine hölzerne Klappbrücke ersetzt, um den Binnenschiffen eine problemlose Passage zu ermöglichen. Zwischen der Brücke und der Brandenburger Niederhavel befand sich seit 1548 die Kesselschleuse, die bis 1920 den Schiffen das Überwinden des Brandenburger Mühlenstaus ermöglichte. 1926 entstand eine neue kleine Kammerschleuse. 1996 wurde die Schleuse neu errichtet und erhielt den Namen Stadtschleuse Brandenburg.
Im Jahre 1910 wurde die bis dahin hölzerne Brücke verstärkt, damit sie für den zweigleisigen elektrischen Straßenbahnbetrieb genutzt werden konnte. Oberhalb der Steintorbrücke entstand zeitgleich eine Fußgängerbrücke. Da die Brücke dem Straßenverkehr nicht mehr gewachsen war, wurde 1925 eine massive Bogenbrücke in Betonbauweise mit Natursteinverblendung errichtet. Die Brücke wurde von Moritz Wolf entworfen. Die Brücke erhielt eine Breite von 24 Metern. Am Ende des Zweiten Weltkrieges wurde die Brücke gesprengt und im Jahre 1946 in alter Form wiederhergestellt.

## Bilder

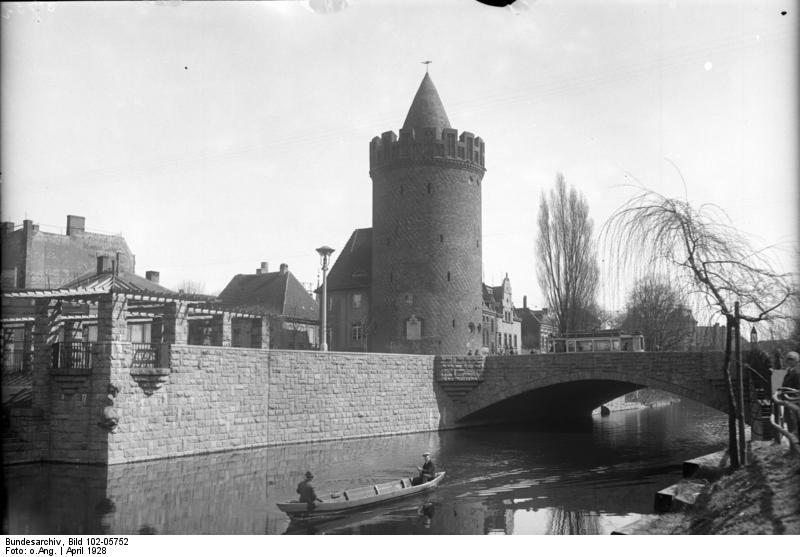
Die Brücke 1928
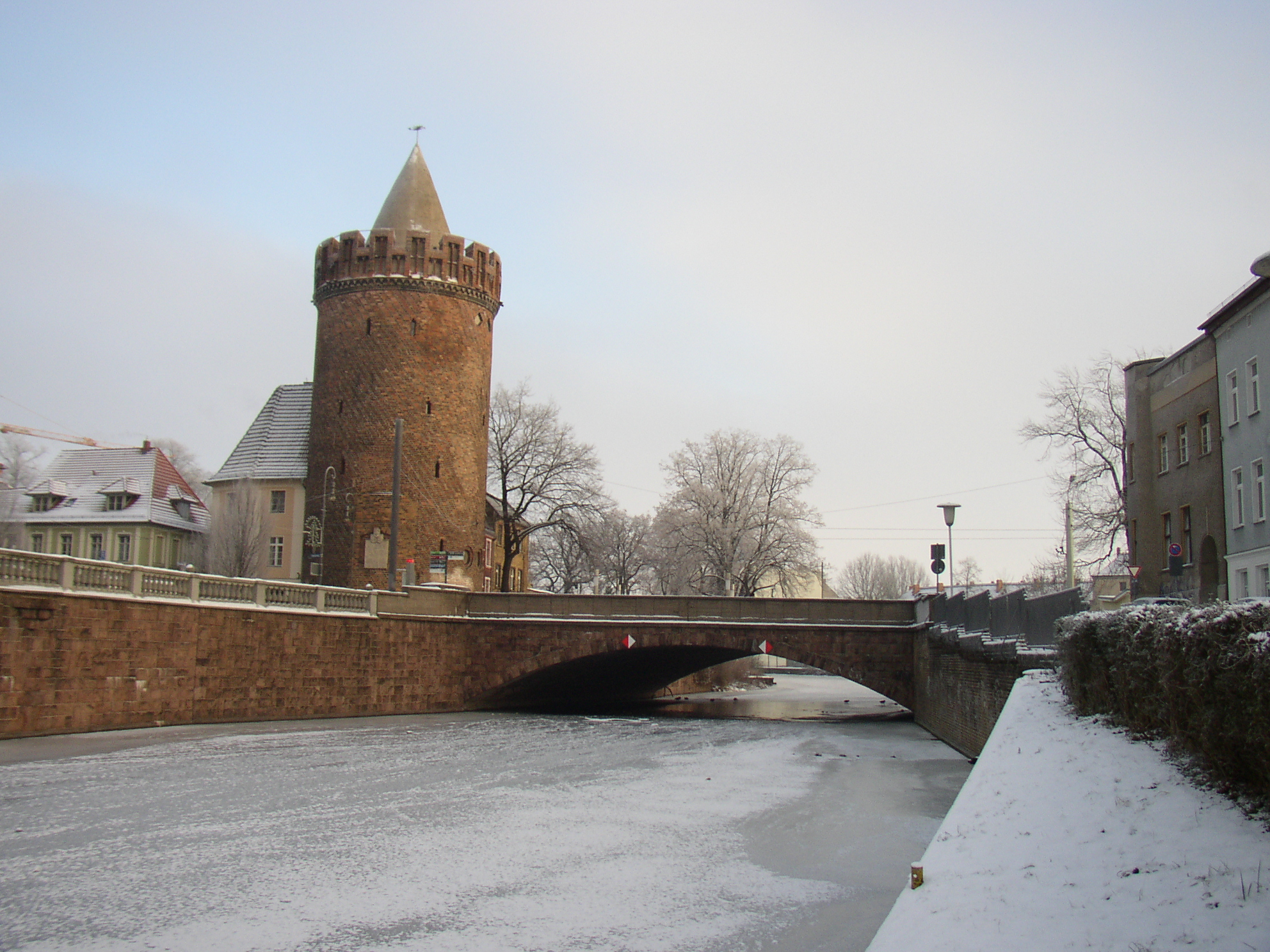
Winter 2009

## Karten
- Folke Stender: Redaktion Sportschifffahrtskarten Binnen 1 Nautische Veröffentlichung Verlagsgesellschaft ISBN 3-926376-10-4.
- Autorenkollektiv W. Ciesla, H. Czesienski, W. Schlomm, K. Senzel, D. Weidner: Schiffahrtskarten der Binnenwasserstraßen der Deutschen Demokratischen Republik 1:10.000, Band 3. Herausgeber: Wasserstraßenaufsichtsamt der DDR, Berlin 1988 OCLC 830889996